# Менди, Проспер
Проспер Менди (фр. Prosper Mendy; 7 июня 1996, Париж, Франция) — бисау-гвинейский и французский футболист, защитник бельгийского клуба «Олимпик Шарлеруа». Бывший игрок сборной Гвинеи-Бисау.

## Карьера
1 января 2022 года перешёл в бельгийский клуб «Виртон». 23 января 2022 года в матче против клуба «Беверен» дебютировал во втором дивизионе Бельгии.
1 июля 2022 года подписал контракт с клубом «Спартак» Варна.
22 февраля 2023 года стал игроком казахстанского клуба «Кайсар».

## Клубная статистика
| Игровая карьера | Игровая карьера | Игровая карьера | Лига | Лига | Кубок | Кубок | Межд. | Межд. | Др. | Др. |
| --------------- | --------------- | --------------- | ---- | ---- | ----- | ----- | ----- | ----- | --- | --- |
| 2019            | Стрёмсгодсет    | А               | 14   | 1    | —     | —     | —     | —     | —   | —   |
| 2020            | Стрёмсгодсет    | А               | —    | —    | —     | —     | —     | —     | —   | —   |
| 2021            | Стрёмсгодсет    | А               | 9    | 0    | —     | —     | —     | —     | —   | —   |
| 2021/22         | Виртон          | Б               | 2    | 0    | —     | —     | —     | —     | —   | —   |
| 2022/23         | Спартак (Варна) | А               | 12   | 0    | —     | —     | —     | —     | —   | —   |
| 2023            | Кайсар          | А               | 11   | 0    | 1     | 0     | —     | —     | —   | —   |